# Valls
Valls es una ciudad y municipio español de la provincia de Tarragona, en Cataluña. Capital de la comarca del Alto Campo, cuenta con 25 047 habitantes (INE 2024), que representan más de la mitad de la población de la comarca. Se encuentra en el área conocida como Campo de Tarragona, junto al río Francolí.
Cuenta con la iglesia romanogótica de Sant Joan, cuya construcción se remonta al siglo XVI, y la Capella del Roser, con un mosaico de azulejos sobre la batalla de Lepanto del siglo XVI. En la localidad se come un típico manjar catalán de temporada llamado calçot, unas cebollas dulces y largas con las cuales se celebra la calçotada, así como de las tradicionales Vella i Joves Xiquets de Valls, las dos collas castelleras, actividad originaria de la región. En la actualidad se está construyendo en Valls el Museo Casteller de Cataluña.

## Historia
La ciudad de Valls está enclavada en una zona de paso. Esto hace que desde la prehistoria la zona haya sido ocupada por el hombre. Son buena muestra los hallazgos del yacimiento de Picamoixons, entre otros. Más adelante, en la época de los íberos y en la posterior romanización, los parajes de Valls fueron habitados con intensidad. El yacimiento ibérico de El Vilar y el horno de época íbero-romana de Fontscaldes así lo evidencian.

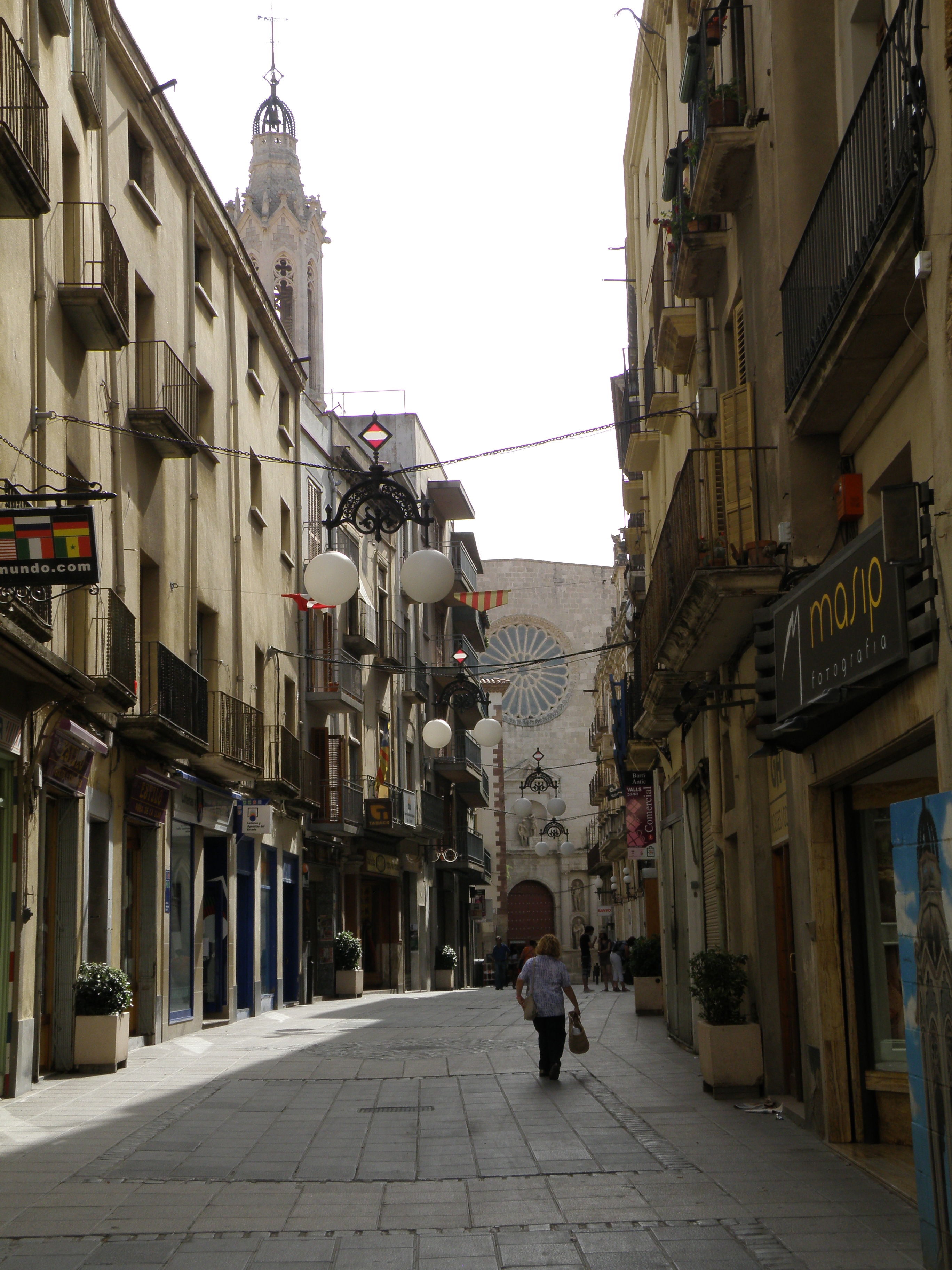
Carrer de la Cort, calle principal del casco histórico

Pero el nacimiento propiamente dicho de la ciudad no se produjo hasta la primera mitad del siglo XII, una vez derrotados los sarracenos que poblaban Siurana y la sierra de Prades. En el año 1194, ya está documentada la iglesia parroquial de San Juan. En 1210 el rey Pedro el Católico concedió el privilegio del mercado semanal. En 1229 la ciudad ya tenía sus Ordinacions Municipals, unas de las más antiguas de Cataluña, lo que demuestra ya la complejidad de la estructura económica y social de la ciudad.
La villa tenía dos puntos neurálgicos: la iglesia parroquial de San Juan, románica, y el castillo, propiedad del arzobispo, el cual era señor absoluto del municipio desde el año 1391, en que el rey Juan I le vendió su jurisdicción. Fue en esa época, en el último tercio del siglo XIV, cuando se configuraron los límites de la ciudad antigua al construirse las murallas. En 1410 predicó en la ciudad san Vicente Ferrer, y el 27 de junio del mismo año la ciudad recibió solemnemente al papa Benedicto XIII de Aviñón.
La villa tenía una gran vitalidad y se convirtió en la segunda población del Campo de Tarragona a lo largo de los siglos XIV, XV y XVI. Fue este último siglo el que vio la construcción de varias iglesias y conventos y varias obras civiles de importancia. La más emblemática fue la construcción de la nueva iglesia parroquial de San Juan, entre el 1569 y en 1583.
Después del empuje constructor de finales del siglo XVI, el siglo XVII comenzó con crisis constantes que se agravaron con la guerra contra Francia y más tarde con la guerra de los Segadores. La ciudad de Valls, situada en un punto estratégico entre Lérida y Tarragona, se vio acosada una y otra vez por las tropas invasoras, y en agosto de 1694 se produjo el alboroto de los pobres, que se extendió a Solivella. Pasada la guerra la ciudad recobró su pujanza económica hasta principios del siglo XVIII en el que nuevamente se vio acosada, ahora con motivo de la guerra de Sucesión. En 1709, el archiduque Carlos concedió el título de ciudad a la villa, por los grandes servicios prestados a su causa; un título que Valls perdió al imponerse el rey Felipe V en la Corona española. Formó parte de la Veguería de Tarragona hasta el 1716. Luego pasó a formar parte del Corregimiento de Tarragona desde el 1716 hasta el 1833.
La entronización de la nueva monarquía hizo aflorar nuevos dirigentes, especialmente la familia Veciana, que dirigirá el cuerpo de los Mozos de Escuadra, nacidos en la ciudad. A lo largo de la centuria se vio la construcción del nuevo santuario de la Virgen del Lledó, de la iglesia de San Antonio y del cuartel. Fue un momento de gran expansión económica en la que destacaba el cultivo de la vid y su comercio. El siglo XVIII se terminó con la fundación de las Fiestas Decenales de la Virgen de la Candelaria, en el año 1791, de gran repercusión en la historia de la ciudad, y con la aparición de las primeras manifestaciones del hecho casteller tal como lo conocemos ahora.

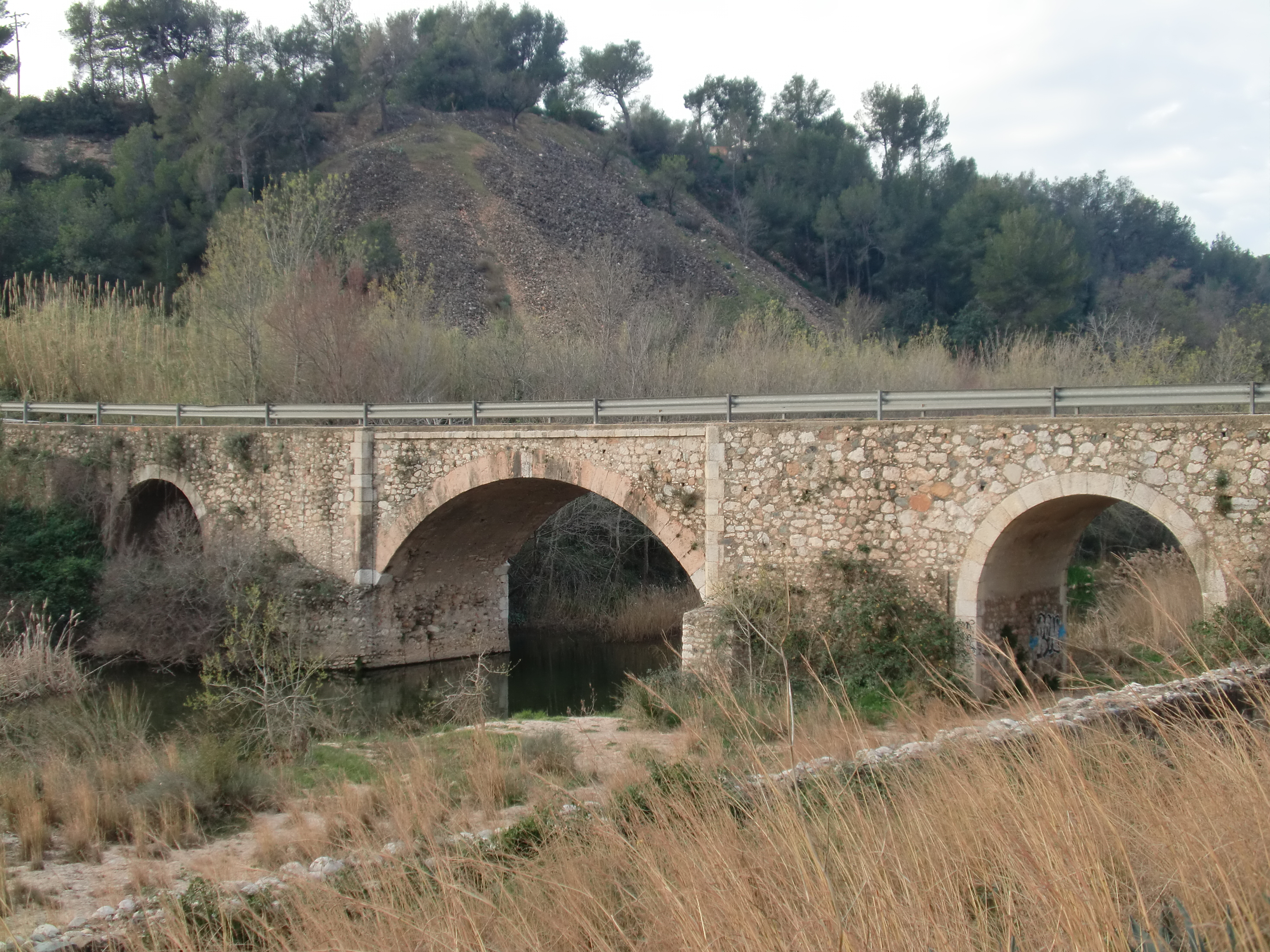
Puente de Goi, escenario de la batalla que supuso la caída de Valls durante la Francesada.

El siglo XIX se inició con la invasión francesa durante la cual se produjo la batalla del Puente de Goi el 25 de febrero de 1809, siendo saqueada la ciudad (motivo por el cual su nombre aparece inscrito en el Arco del Triunfo de París), y continuó con las Guerras Carlistas. El rey Fernando VII fue acogido en la ciudad el 3 de abril de 1814 que, al ver desde el balcón del Ayuntamiento las habilidades de los castellers exclamó: «esto es una magnífica escuela de ladrones». Todo el siglo se vio constantemente sobresaltado por motines (1834 y 1845), hechos revolucionarios (1868 y 1869) y enfrentamientos entre patrones y obreros. Unos enfrentamientos lógicos si pensamos que la ciudad contaba con una fuerte industrialización, especialmente en el ramo textil, teniendo una repercusión internacional. Téngase en cuenta, además, que en 1842 Valls llegó a los 16 084 habitantes, por lo que efímeramente se convertía en la cuarta ciudad de Cataluña en peso demográfico, después de Barcelona, Reus y Tortosa. En 1850 fue inaugurado el Teatro Principal, siendo de los primeros que se construyeron en Cataluña. 

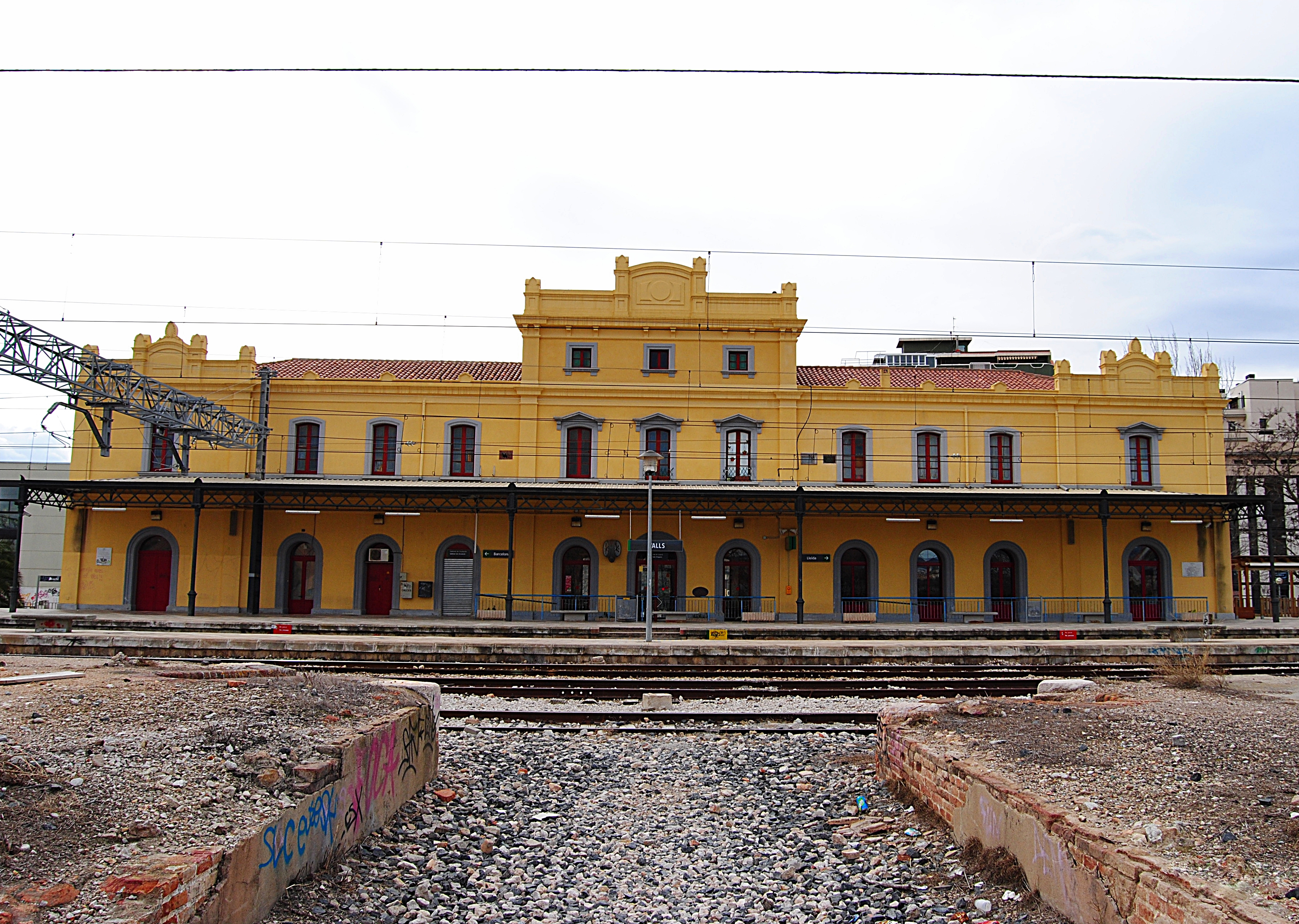
Estación de trenes de Valls

La inestabilidad social y la plaga de la filoxera, que afectó a la viña, provocaron un hundimiento económico de la ciudad. Sin embargo, en las dos últimas décadas del siglo, Valls vio varios hechos importantes, como la creación de la fábrica de gas (1880), la fundación del Banco de Valls (1881), la llegada del tren Barcelona-Vilanova-Valls (1883), el nacimiento de la Sociedad Agrícola (1888) y la construcción del campanario de San Juan (1897), el más alto de Cataluña. 
La tarde del 14 de abril de 1931 se proclama la Segunda República Española en Valls, y el domingo 19 de abril se realizan los conocidos castells, para celebrar la apertura de una nueva era en España. Durante la Guerra Civil fue bombardeada los días 6 y 14 de enero de 1938 fiel a la república, poco antes de la toma de Tarragona por parte de las tropas sublevadas. Sufrió la persecución religiosa y el saqueo y quema de iglesias y capillas, así como también los fusilamientos contra republicanos, catalanistas y militantes de otras ideologías de izquierda.

## Demografía
Cuenta con una población de 25 047 habitantes (INE 2024).
| Gráfica de evolución demográfica de Valls entre 1842 y 2021                                                           |
| |
| Población de derecho según los censos de población del INE. Población de hecho según los censos de población del INE. |

## Administración y política
| Periodo   | Nombre                                                                    | Partido |
| --------- | ------------------------------------------------------------------------- | ------- |
| 1979-1983 | Pau Nuet Fábregas                                                         | PSC     |
| 1983-1987 | Pau Nuet Fábregas                                                         | PSC     |
| 1987-1991 | Pau Nuet Fábregas                                                         | PSC     |
| 1991-1995 | Alfredo Pérez de Tudela Molina                                            | PSC     |
| 1995-1999 | Jordi Castells Guasch                                                     | ERC     |
| 1999-2003 | Jordi Castells Guasch (1999-2001) Francesc Moreno Espinosa (2001-2003)    | ERC PSC |
| 2003-2007 | Maria Dolors Batalla Nogués                                               | CiU     |
| 2007-2011 | Maria Dolors Batalla Nogués (2007-2008) Albert Batet Canadell (2008-2011) | CiU     |
| 2011-2015 | Albert Batet Canadell                                                     | CiU     |
| 2015-2019 | Albert Batet Canadell                                                     | CiU     |
| 2019-2023 | Dolors Farré Cuadras                                                      | JxValls |

## Cultura

### Fiestas

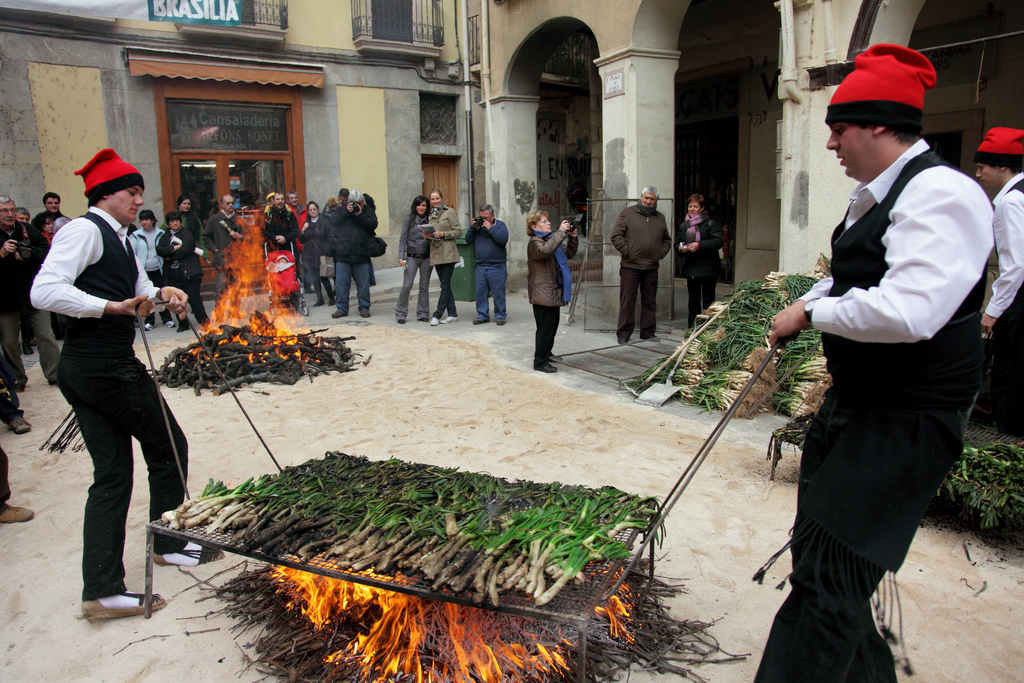
Gran Fiesta de la Calçotada de Valls, en la Plaça de l'Oli

El calendario festivo anual de Valls se inicia con los Tres Tombs, que se celebran en enero, y que provienen de la fiesta de San Antonio Abad el 17 de enero. Los Tres Tombs de San Antonio Abad de Valls son unos de los más concurridos de Cataluña, los que presentan una mejor colección de carros de trabajo y al mismo tiempo el recorrido más complejo a su paso por el barrio antiguo de la ciudad, lo que pone a prueba la destreza de los carreteros. Han sido declarados Fiesta Tradicional de Interés Nacional por parte de la Generalidad de Cataluña. 

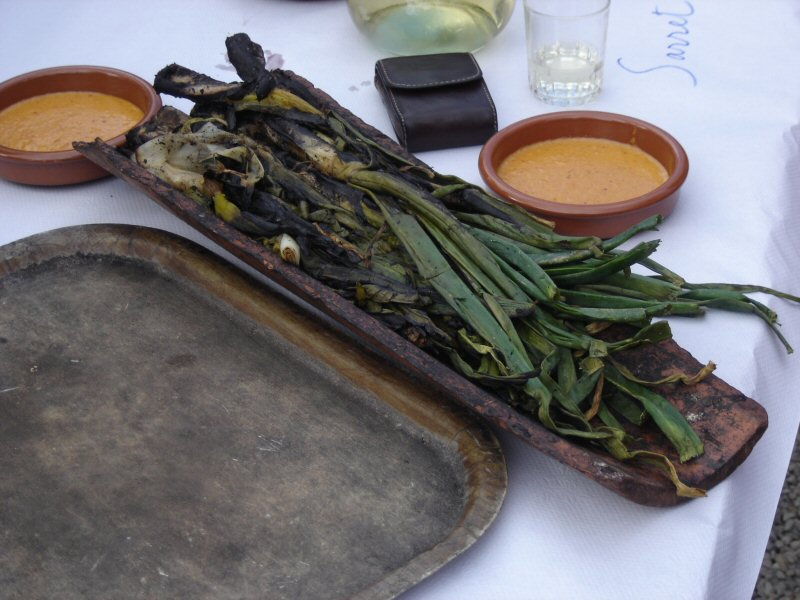
Servicio de calçots con su salsa.

A mediados de enero se celebra también la Exposició i Concurs Internacional d'Aus de Raça ("Exposición y Concurso Internacional de Aves de Raza"). Unas semanas después, a finales de enero en pleno invierno, tiene lugar la Fiesta de la Calçotada, jornada gastronómica dedicada al producto gastronómico que desde Valls se ha exportado al mundo. Las calçotadas nacieron en Valls y se han convertido en uno de los platos típicos de Cataluña. 
El Carnaval es en Valls una fiesta bastante espontánea. El elemento más singular es el tradicional caramelo rojo de Jueves Lardero (Dijous Gras), que sólo se puede encontrar en Valls. La fiesta termina el Miércoles de ceniza con el entierro del Carnaval, en la que figura la gigante de la Cuaresma. Una vez finalizado este acto, la gigante se lleva a la entrada del Ayuntamiento hasta que se acaba la Cuaresma. Cada semana se le descuelga un arenque de los siete que tiene en su cesta. 
La Semana Santa sobresale por la calidad y antigüedad de algunas de las tallas que procesionan el Viernes Santo por la noche por el barrio antiguo y el corazón de la ciudad vallenca. En este sentido, se conservan misterios del escultor Lluís Bonifaç i Massó, del siglo XVIII, que son de los más históricos que desfilan en Cataluña. 
La fiesta de San Jorge se conmemora el patrón de Cataluña con paradas de libros y rosas en las calles. El Corpus de Valls tiene su eje central en la procesión. Es uno de los Corpus más antiguos de Cataluña y del conjunto de la península, y el de mayor trayectoria del Campo de Tarragona. 
La Fiesta Mayor de San Juan Bautista de Valls, alrededor del día 24 de junio, es considerada el inicio de la temporada tradicional de castells, la manifestación más identitaria de Valls y uno de los símbolos de Cataluña. Desde noviembre de 2010 los castillos humanos, son Patrimonio Inmaterial de la Humanidad, gracias a la proclamación de la Unesco. En el suelo de la plaza del Blat figura la placa que señala el kilómetro cero del universo casteller. 

El martes y primer miércoles de agosto se organiza la Firagost: la Fiesta Mayor del Campo Catalán. Los toldos que cubren la plaza del Blat y la calle de la Cort forman parte del patrimonio de las arquitecturas efímeras de Cataluña. Tiene lugar el segundo duelo entre los grupos castellers de Valls. 

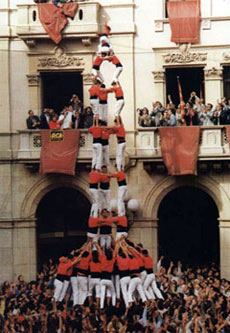
Tres de Nou (1986) de la Colla Joves Xiquets de Valls

La víspera de la Once de Septiembre, día de Cataluña, se celebra la tercera actuación castellera en la plaza cuna de los castillos. Dentro de las Ferias de Santa Úrsula de Valls, el Día de Santa Úrsula, en la plaza del Blat, es una de las más importantes festividades castelleras de Cataluña y significa la clausura del calendario tradicional los castillos. Desde 2012 ha devenido con el nombre de Fòrum Casteller la gran feria de los castells. 
El ciclo de Navidad cuenta con el tradicional Mercado de Navidad y Feria de capones, aves y motivos navideños. Esta feria de aves vivas es la única en su género que se realiza en el Campo de Tarragona y da una personalidad diferenciada a la Navidad vallenca. La representación de los Pastorets de Valls, a cargo del Grupo del Teatro Principal es uno de los grandes clásicos de las celebraciones y va dirigido especialmente a los públicos familiares.
El trabajo de Valls en el teatro popular en los años cincuenta y sesenta del siglo XX fue clave para la actualización de la manera de hacer Pastorets en Cataluña, y marcó la pauta en el resurgimiento de este espectáculo navideño muy especialmente en las comarcas de Tarragona. En 2011 se ha iniciado la representación del Pesebre viviente de Valls, el pesebre de la historia. 
Cada diez años, alrededor del día 2 de febrero, festividad de la Virgen de la Candelaria, se celebran las Fiestas Decenales de la Virgen de la Candelaria, concretamente los años terminados en 1 como por ejemplo 2001 y 2011. Son declaradas Fiesta Patrimonial de Interés Nacional por parte del Gobierno de la Generalidad de Cataluña. Durante diez días la ciudad de Valls reencuentra y exhibe sus raíces con los pregones, las luminarias, los castillos y el cortejo ceremonial. Las próximas tendrán lugar en 2021.

### Museo Casteller
En la ciudad de Valls se está construyendo el Museo Casteller de Cataluña que recibirá el nombre de Món Casteller – Museu Casteller de Catalunya.
Se trata de un proyecto ideado hace más de cuarenta años cuando el vallense Pere Català Roca apuntó la necesidad de su creación. Finalmente, en el 2015 se inician las obras de construcción del edificio situado en el Barrio Antiguo de Valls. El edificio, obra del arquitecto catalán Dani Freixes Melero y su empresa Varis Arquitectes acogerá la museografía diseñada por la empresa del museógrafo y escenógrafo Ignasi Cristià, ganador del concurso público. Así mismo, la empresa Lavinia Spurna Visual se encargará de los audiovisuales del Museo.
Con la apertura de Món Casteller-Museo Casteller de Cataluña se dará inicio a un centro museístico y de experiencias dedicado íntegramente y exclusivamente al patrimonio inmaterial de los castells.

## Hermanamientos
- Andorra la Vieja (Andorra)
- Chahal (Guatemala)
- Saint-Cyr-sur-Loire (Francia)
- Settimo Torinese (Italia)